# Mastax liebkei
Mastax liebkei é uma espécie de carabídeo da tribo Brachinini, com distribuição restrita à República Democrática do Congo.